# Windows Live Mail
Windows Live Mail è stato un client di posta elettronica che faceva parte dei servizi di Windows Live. L'ultima versione stabile è la 2012, disponibile in Windows Essentials 2012.
È il successore di Outlook Express su Windows XP e di Windows Mail su Windows Vista, e per questo la numerazione delle versioni di Windows Live Mail comincia dalla 12.
Quest'ultimo è stato sostituito dal nuovo client di posta elettronica Posta da Windows 10.

## Cronologia delle versioni

### Versione 12
La prima versione di Windows Live Mail, è stata distribuita il 6 novembre 2007.
Possedeva tutte le funzionalità di Windows Mail, aggiungendone altre:
- Supporto per gli account di posta elettronica via Web come Windows Live Hotmail, Gmail e Yahoo! mail.
- Diversa interfaccia grafica
- Possibilità di sincronizzazione con Windows Live Contacts.
- Supporto per i feed RSS.
- Lista messaggi multilinea come su Outlook Express.
- Le emoticon, possono essere usate nei messaggi di posta elettronica.
- Controllo ortografico interno.
- Separazione degli account POP per differenti account di posta elettronica.
- Migliorata la possibilità di inviare immagini all'interno dei messaggi di posta elettronica.

### Versione 14
La versione 14 beta di Windows Live Mail, è stata distribuita nel settembre 2008, ha una nuova interfaccia grafica, la "Wave 3" differente dalla Versione 12. Ha una nuova funzione calendario sincronizzato con quello personale di Windows Live Calendar.
La versione finale è stata distribuita l'8 gennaio 2009.